# The Eagle (1925)
The Eagle is een Amerikaanse avonturenfilm uit 1925 onder regie van Clarence Brown. Het scenario is gebaseerd op de onvoltooide roman Doebrovski (1841) van de Russische auteur Aleksandr Poesjkin. Destijds werd de film in Nederland uitgebracht onder de titel De adelaar.

## Verhaal
De Russische tsarina Catharina II laat haar oog vallen op luitenant Vladimir Doebrovski. Wanneer hij haar avances afwijst, vaardigt ze een doodvonnis uit. Tegelijk ontdekt hij dat het landgoed van zijn vader is ingenomen door de edelman Kirila Trojekoerov, die de plaatselijke boerenstand onderdrukt. Doebrovski neemt de geheime identiteit van de Zwarte Adelaar aan om de landbouwers in de streek te helpen. Hij doet zich ook voor als een Franse privéleraar en dringt op die manier binnen in het huishouden van Trojekoerov.  Zo wordt hij verliefd op de dochter des huizes.

## Rolverdeling
| Acteur            | Personage           |
| ----------------- | ------------------- |
| Rudolph Valentino | Vladimir Doebrovski |
| Vilma Bánky       | Masja Trojekoerova  |
| Louise Dresser    | Catharina II        |
| Albert Conti      | Koesjka             |
| James A. Marcus   | Kirila Trojekoerov  |
| George Nichols    | Rechter             |
| Carrie Clark Ward | Tante Aurelia       |